# Bisetocreagris kaznakovi
Bisetocreagris kaznakovi es una especie de arácnido del orden Pseudoscorpionida de la familia Neobisiidae.

## Distribución geográfica
Se encuentra en el Tíbet y Nepal.